# 白鯨 (映画)
『白鯨』（はくげい、原題: Moby Dick）は、1956年に公開されたアメリカ合衆国の映画。19世紀の作家、ハーマン・メルヴィルの冒険小説『白鯨』を原作としている。監督・製作はジョン・ヒューストンで、脚色はレイ・ブラッドベリとヒューストンが務めた。主演はグレゴリー・ペック。
第22回ニューヨーク映画批評家協会賞にて、監督賞を受賞。

## あらすじ
1841年、イシュメールが冒険を求めて捕鯨船ピークォッド号に親友のクイークェグと共に乗り込んで、大海原に出た。そこで鯨の歯でできた白い義足に肩幅の広い体を支えられたエイハブ船長と出会う。エイハブは、足を食いちぎられた恨みに宿敵である白鯨（モビィ・ディック）を追うことを船乗りたちに誓わせる。
長い年月の航海の後、遂に宿敵の白鯨がその巨大な姿を現した。エイハブの指揮するボートを先頭に、スターバック、スタッブ、フラスクの三人が指揮したボートが続き、決死の覚悟で追跡を続ける中、白鯨は海中に沈んだ。後にそれまで静かだった海面が割れ、水柱が立ち、モビィ・ディックが真っ向からエイハブに挑む。エイハブたちが銛を何発も投げ込むが、その勇敢な戦いも空しく、モビィ・ディックに致命傷を負わせるまでには至らなかった。それどころか、水飛沫で突き刺さった銛を払いのけて、口を開けてエイハブのボートを真っ二つにし、そこの乗組員の一部を血祭りに上げる。イシュメールとクイークェグは引き上げられたが、海に落ちたエイハブは、鯨に突き刺さっている銛の綱に掴まり、白鯨の体をよじ登り、振り払おうとするモビィ・ディックの抵抗をものともせず、銛を何度も突き刺し続ける。致命傷を与えられぬエイハブの怒りは膨れ上がり、銛に憎悪をたぎらせて突き刺したのを最後に、鯨は海中に姿をくらます。そして再び浮上した時、エイハブはロープに絡まっており、鯨の体に縛り付けられた形で溺死していた。
鯨に揺られてあたかも自分たちを招くようにエイハブの手が動くのを見た船乗りたちは、死してなおモービー・ディックへの復讐に執念を燃やすかのようなエイハブ船長の姿に心を奮い立たせ、最後まで戦うことを決意する。しかし、いよいよ白鯨の凶暴性はむき出しになり、乗組員は全員が海に投げ出され、最後にはピークオッド号は沈没させられる。この壮絶な戦いの後、白鯨は海中に消えていく。船乗りのうち、イシュメールだけが奇跡の生還を遂げ、物語の幕は閉じる。

## キャスト
| 役名               | 俳優                                   | 日本語吹替  | 日本語吹替   | 日本語吹替 |
| 役名               | 俳優                                   | NETテレビ版 | 日本テレビ版 | TBS版      |
| ------------------ | -------------------------------------- | ----------- | ------------ | ---------- |
| エイハブ船長       | グレゴリー・ペック                     | 城達也      | 菅貫太郎     | 城達也     |
| イシュメール       | リチャード・ベイスハート               | 中村正      | 長谷川哲夫   | 小川真司   |
| スターバック       | レオ・ゲン                             | 田中信夫    | 島俊介       | 阪脩       |
| ブーマー船長       | ジェームズ・ロバートソン・ジャスティス |             |              | 藤本譲     |
| スタッブ           | ハリー・アンドリュース                 | 大塚周夫    | 森川公也     | 小林清志   |
| マンクスマン       | バーナード・マイルズ                   | 二見忠男    |              |            |
| 船大工             | ノエル・パーセル                       | 千葉順二    |              | 千葉順二   |
| ダグー             | エドリック・コナー                     | 渡部猛      |              | 筈見純     |
| ペレグ             | マーヴィン・ジョーンズ                 |             |              | 増岡弘     |
| ピーター・コフィン | ジョセフ・トメルティ                   | 梶哲也      |              | 藤本譲     |
| ガーデナー船長     | フランシス・デ・ウルフ                 |             |              | 今西正男   |
| ビルダード         | フィリップ・ステイントン               |             |              | 加藤正之   |
| イライジャ         | ロイヤル・ダノ                         |             |              | 谷口節     |
| フラスク           | シーモス・ケリー                       |             |              | 千葉耕市   |
| クィークェグ       | フレデリック・レデブール               | 加藤精三    |              | 加藤精三   |
| ピップ             | タンバ・アレン                         |             |              | 岩田光央   |
| タシュテゴ         | トム・クレッグ                         |             |              | 笹岡繁蔵   |
| マップル神父       | オーソン・ウェルズ                     | 久松保夫    | 梓欣造       | 今西正男   |

- NETテレビ版：初回放送1968年5月12日『日曜洋画劇場』21:00-22:54
- 日本テレビ版：初回放送1973年6月6日『水曜ロードショー』21:30-22:55
- TBS版：初回放送1984年5月26日『SONY PRESENTS 名作洋画ノーカット10週』0:10-2:15 ※DVD収録

## スタッフ
- 監督・製作: ジョン・ヒューストン
- 原作: ハーマン・メルヴィル
- 脚本: レイ・ブラッドベリ、ジョン・ヒューストン
- 撮影: オズワルド・モリス
- 音楽: フィリップ・サントン

### 日本語版
※TBS版
- 演出: 小林守夫
- 翻訳: 木原たけし
- プロデューサー: 安田孝夫
- 制作: 東北新社、TBS

## 製作
ジョン・ヒューストンは以前から『白鯨』の映画化を望んでおり、実父で俳優のウォルター・ヒューストンをエイハブ役に起用するつもりだったが、ウォルターは1950年に他界していた。予算を調達する際、一部のスタジオと「エイハブには名声のあるスター俳優を起用する」という条件で契約をしたため、エイハブ役にはグレゴリー・ペックが起用された。ペックは自身がエイハブとしてキャスティングされたことに驚き、公開後も「ジョン・ヒューストン自身がエイハブを演じるべきだった」とコメントしている。
脚本についての打ち合わせの際、レイ・ブラッドベリはヒューストンに、原作小説について「あの忌まわしいものを読むことができなかった」と告げた。ブラッドベリの伝記『The Bradbury Chronicles』によると、映画の製作中、両者の間には大きな緊張が走っていたといい、これはブラッドベリが熟練した作家であるにもかかわらず、ヒューストンはブラッドベリに仕事のやり方を教えようとする、いじめのような態度に起因したといわれている。後にブラッドベリは、ヒューストンとの関係を『緑の影、白い鯨』など複数の小説の題材にしている。

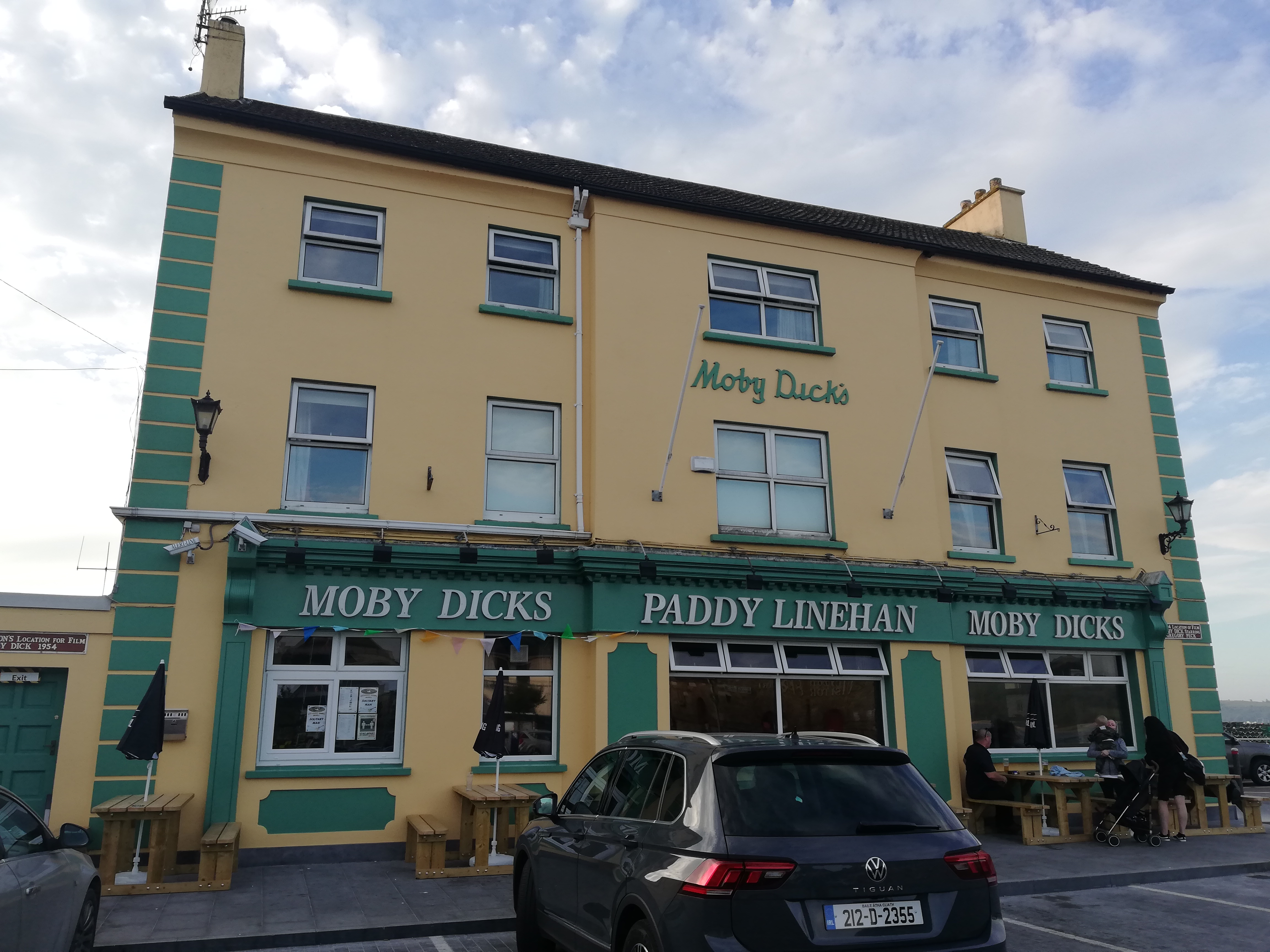
映画に登場したパブ。
撮影後も「“Moby Dick”（白鯨）」と改名し営業している。

屋外シーンの多くは、アイルランドのコーク州ヨールで撮影された。この町にあるパブの「Linehan's（リネハンズ）」は、撮影時にジョン・ヒューストンらスタッフの本拠地として使用され、外観も作品内に登場したことから撮影後に店名を「Moby Dick（白鯨）」と改名した。それは今でもリネハン家によって所有および運営されており、店内には映画の製作中にキャストとクルーを撮影した写真やペックが贈呈したクジラの骨の脚を展示している。
海上の撮影は、ウェールズのフィッシュガードやカナリア諸島にあるラス・パルマス・デ・グラン・カナリアなどの海岸で行われた。一部の撮影は、ポルトガルのマデイラ諸島にある伝統的な捕鯨教区であるカニサルの海で撮影され、島の捕鯨者によって実際の捕鯨も行われた。
作品内に登場する白鯨の大半は、ロンドン近郊にあるシェパートン・スタジオの水槽で撮影された様々なサイズのミニチュアである。クジラと長船の模型は、美術監督のスティーブン・グライムズと特殊効果技師のオーガスト・ローマンが作成した。また、スタジオ撮影では実物大の白鯨の顎と頭部も作られ使用された。そのほか、イギリスのダンロップ社によって長さ75フィート、重さ12トンで、浮遊して稼働するゴム製の「白鯨」も製作されたが、撮影時に曳索から外れ、霧に紛れて漂流してしまったという。後年はこれに尾ひれがつき、撮影監督オズワルド・モリスが自伝で否定するまで「60フィートのゴム製である全長サイズの「白鯨」が海上で3頭も失われ、『航行上の危険物』となった」という逸話になってしまっていた。
映像は、昔の捕鯨の版画を思わせる視覚効果を出すため、テクニカラーで撮影したネガフィルムとモノクロのネガフィルムを重ねて完成させた。

## 作品の評価
Rotten Tomatoesによれば、批評家の一致した見解は「ハーマン・メルヴィルの原作小説の深いテーマの代わりにスペクタクルが好まれるかもしれないが、ジョン・ヒューストン監督の当作は依然として壮大な映画の冒険を演出している。」であり、24件の評論のうち高評価は83%にあたる20件で、平均点は10点満点中6点となっている。
本作は、主演のグレゴリー・ペックがミスキャストであったと評されることが一般的である。バラエティ誌は「役にしては紳士的すぎるように見える」と評し、タイム誌は「エイハブ役は、おそらくそれに対処する能力が最も低い俳優に渡されました...しかし、彼の失敗は、残りのキャストの高い成功を基準としたものにすぎません」と述べている。杉山正一は「失望があった。挿絵に近づこうとしているグレゴリー・ペックの演技はよくわかり、時にそれに近づくが、あの大きな眼、暗愁、弧絶の感じが出ない。年齢もまた若すぎる...」と評している。一方、allcinemaでは「イメージ・チェンジの枠を超えて鬼気迫る芝居を見せており、悪くはない」と評されている。
グレゴリー・ペック自身は、1998年に製作されたリメイク作品（ミニシリーズ）と本作を比較し「ミニシリーズの方が、小説に忠実で冒険感があったため好きだ」と述べている。また、ペックは本作での自身の演技にはあまり納得していなかったといい、映画『ジョーズ』でスティーブン・スピルバーグは登場人物が本作を鑑賞するシーンを構想していたものの、当時作品の権利を所有していたペックが「今更世間に著されるのは嫌だ」と映像の使用を断ったため実現しなかったという。